# Ринок Траяна
Ринок Траяна — руїни торговельних будівель на форумі Траяна в Римі.

## Історія
П'ятиповерховий торговий комплекс був побудований у 100–113 роках Апполодором Дамаскським, який супроводжував імператора Траяна у його подорожах.

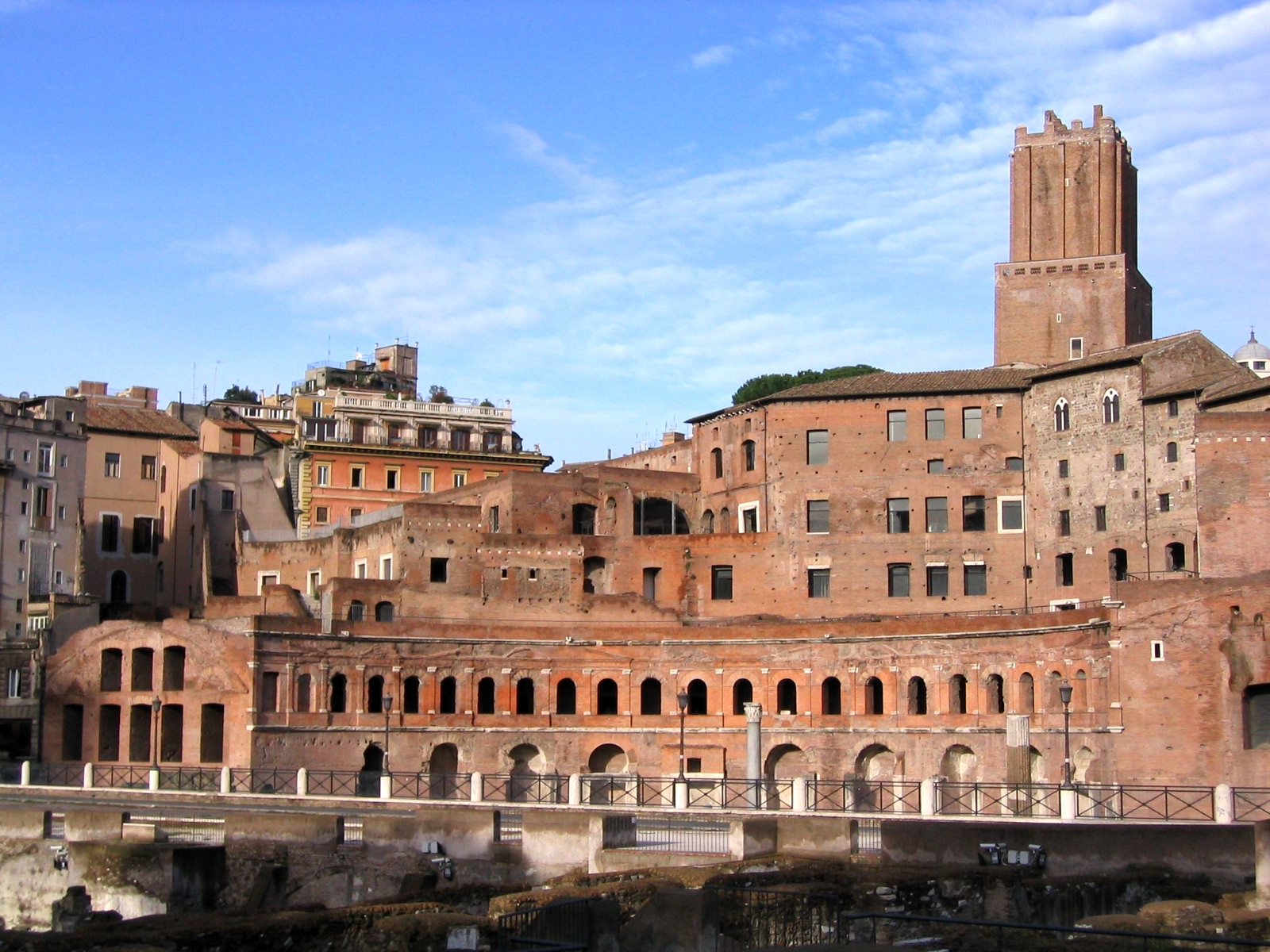
Ринок Траяна та Вежа Міліції

Ринок побудований у вигляді терас на схилі пагорба. У ньому розміщувалися близько 150 крамниць, таверни, закусочні, а також пункти безкоштовної роздачі продуктів населенню. Кожна крамниця мала вихід (вітрину) на вулицю. У крамницях продавалися спеції, фрукти, вино, оливкова олія, риба, шовк та інші товари зі Сходу. Посеред ринку пролягала Via Biveratica — вулиця, названа за розміщеними на ній харчевнями.
Ринок Траяна цікавий своєю архітектурною конструкцією із застосуванням бетону та цегли: основу стіни становила суміш бетону з каменями, що дозволило збільшити висоту споруди до 5 поверхів, стіни були оздоблені цеглою.
Ринок був відділений від римського форуму протипожежною стіною.
У середньовіччі комплекс був добудований окремими спорудами, наприклад Торре делле Міліціє (Вежа Міліції) (1200) та житловими будинками, які були знесені в 1924 році. Інтенсивні розкопки ринку велися в 1930–1933 роках.
У 2007 році на ринку відкритий музей, який покликаний зобразити архітектуру давньоримського Форуму і його скульптурне оздоблення.

## Галерея

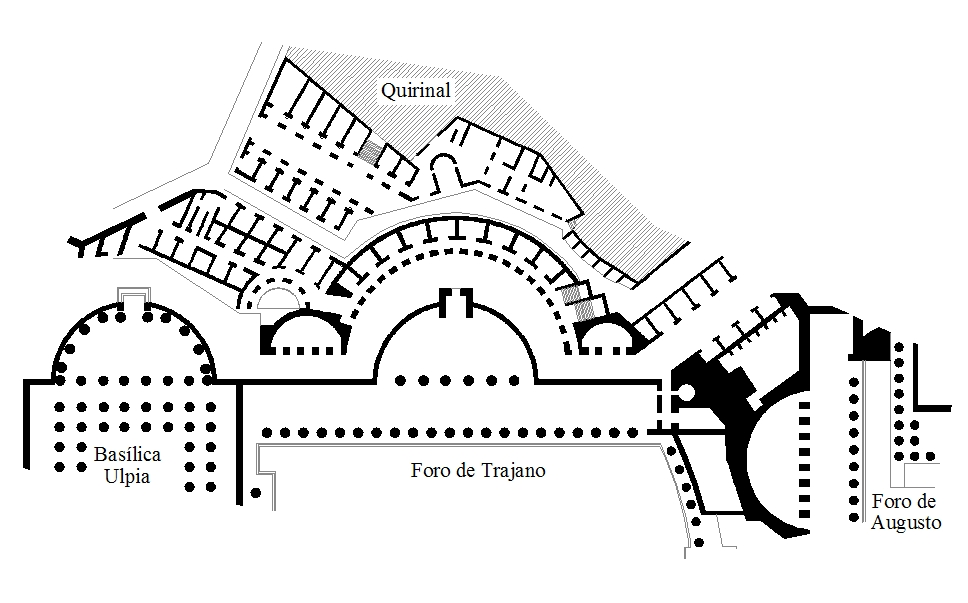
План
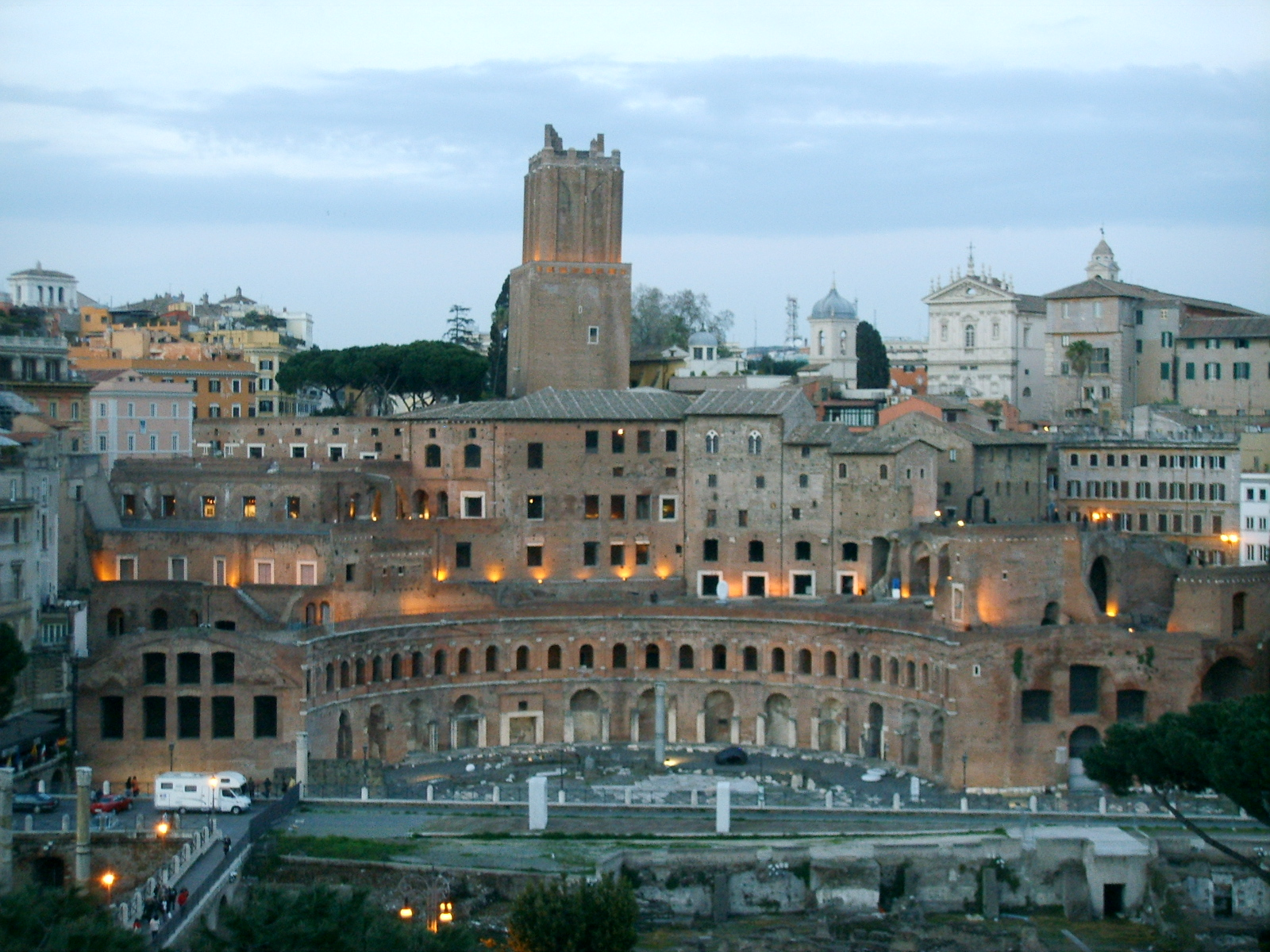
Ринок Траяна
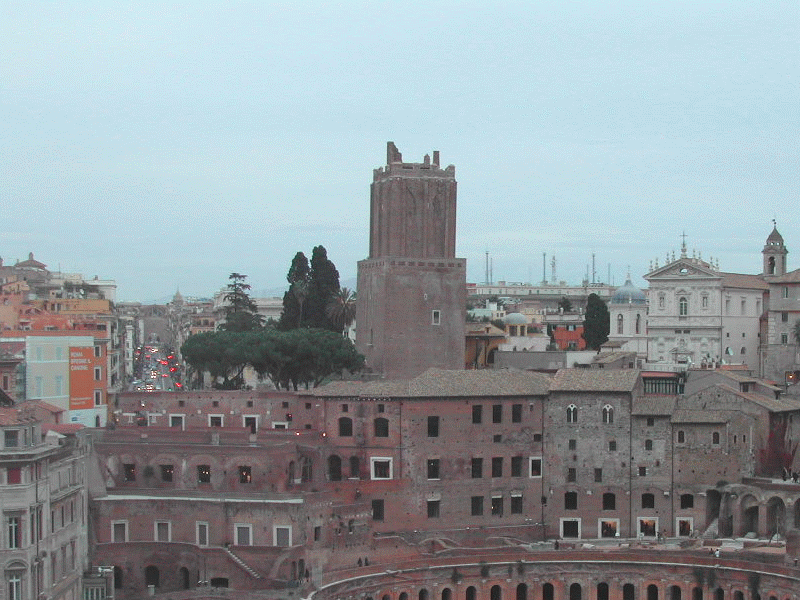
Ринок Траяна
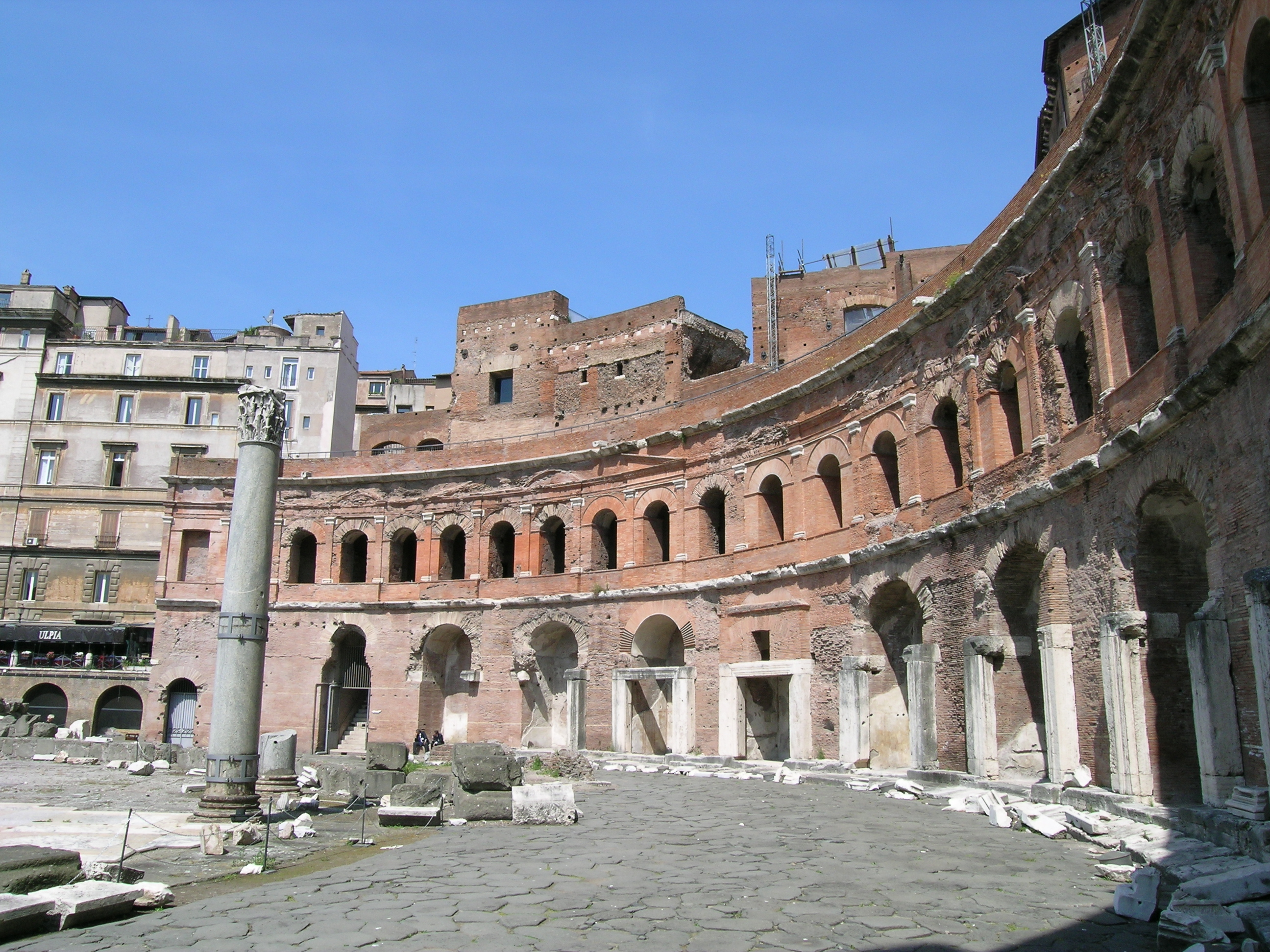
Ринок Траяна
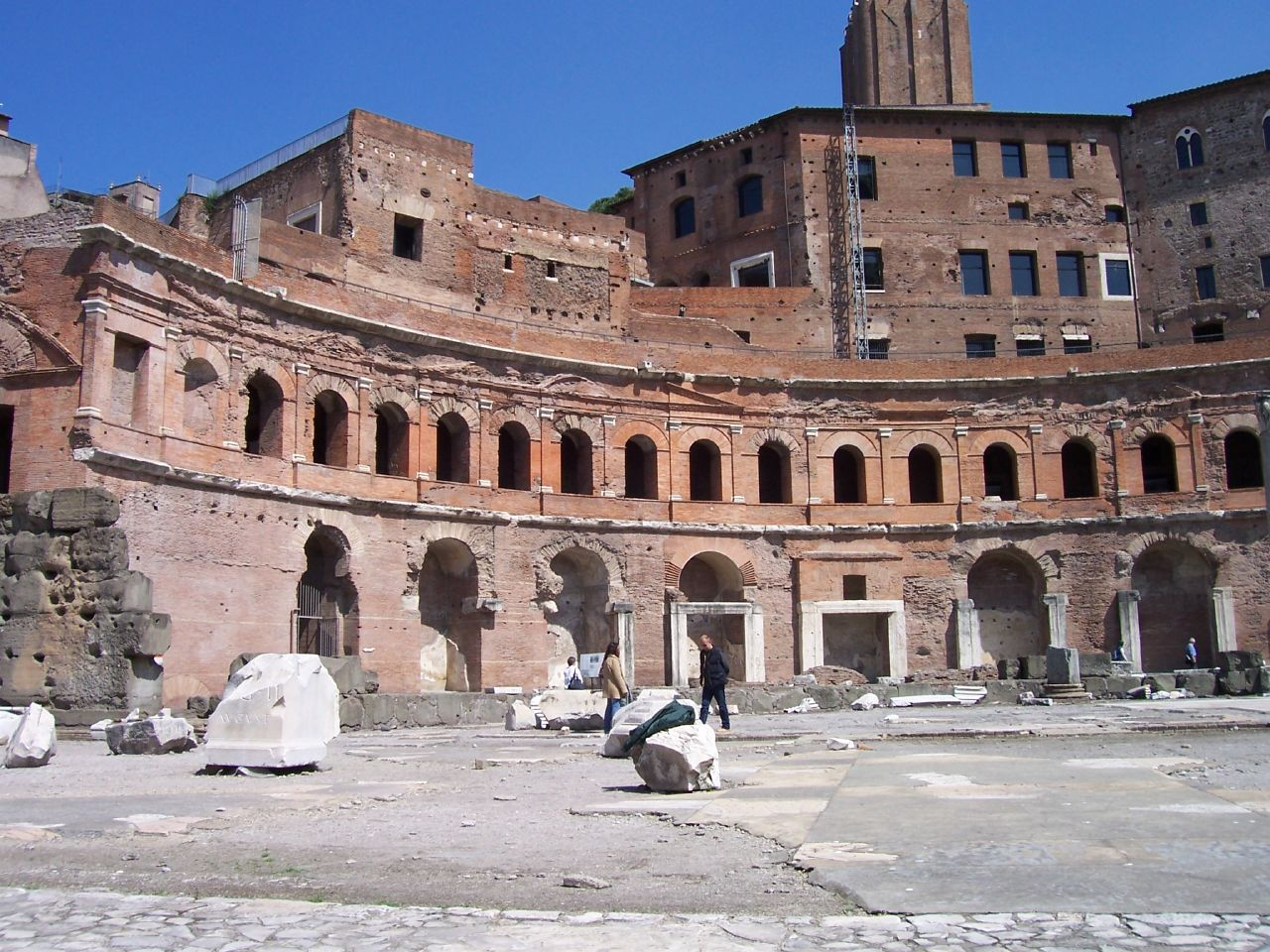
Вид з форуму Траяна.
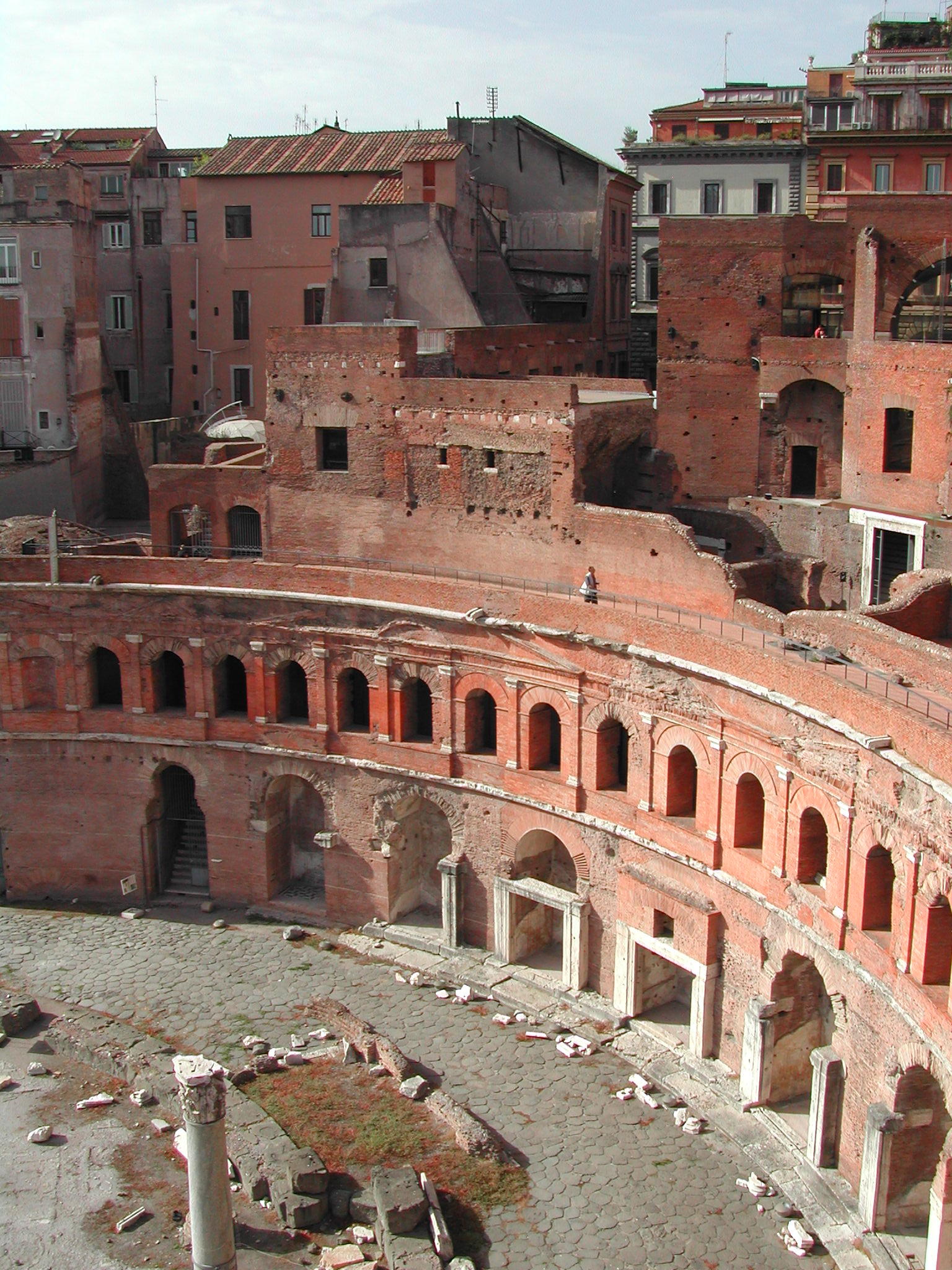
Ринок Траяна
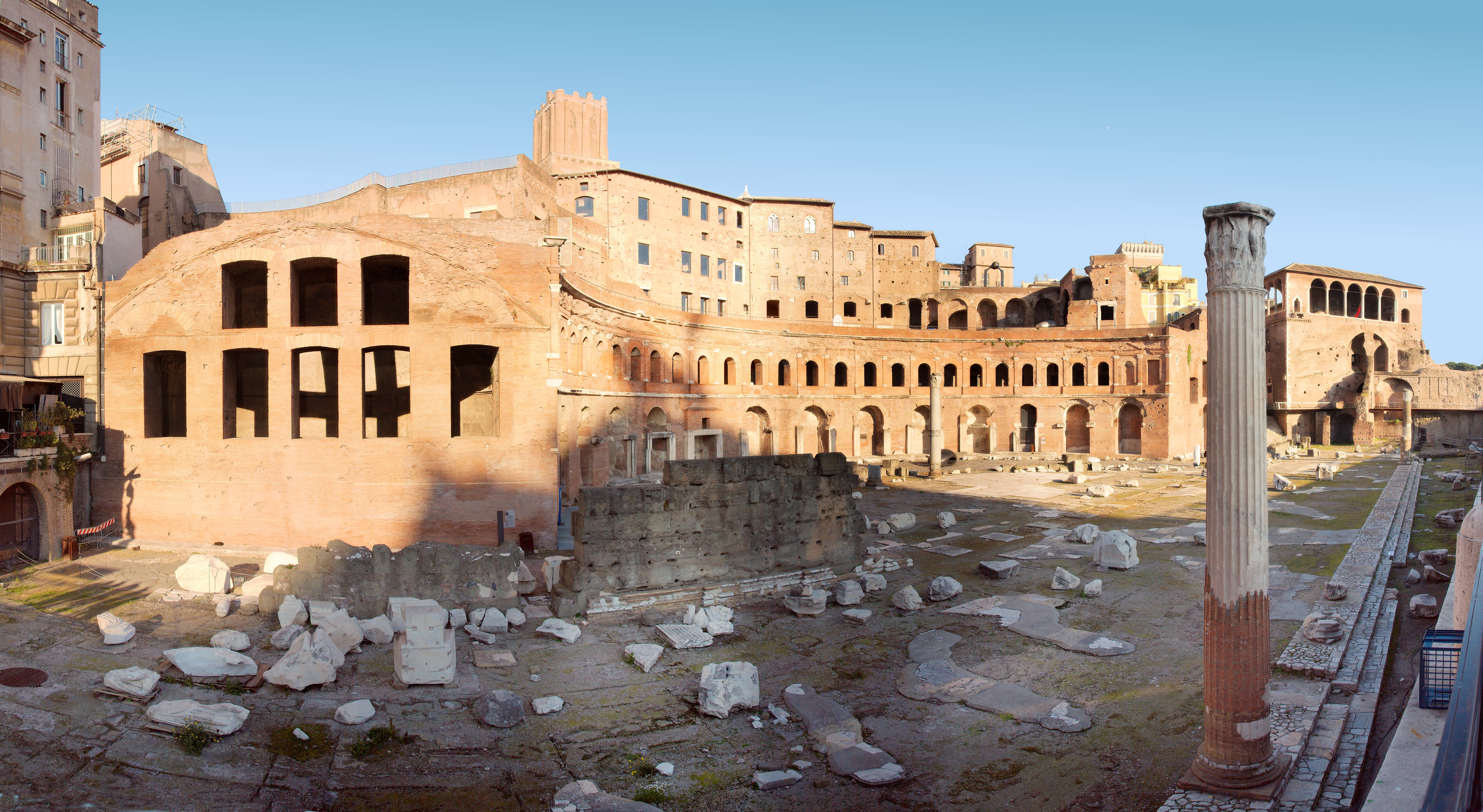
Ринок Траяна
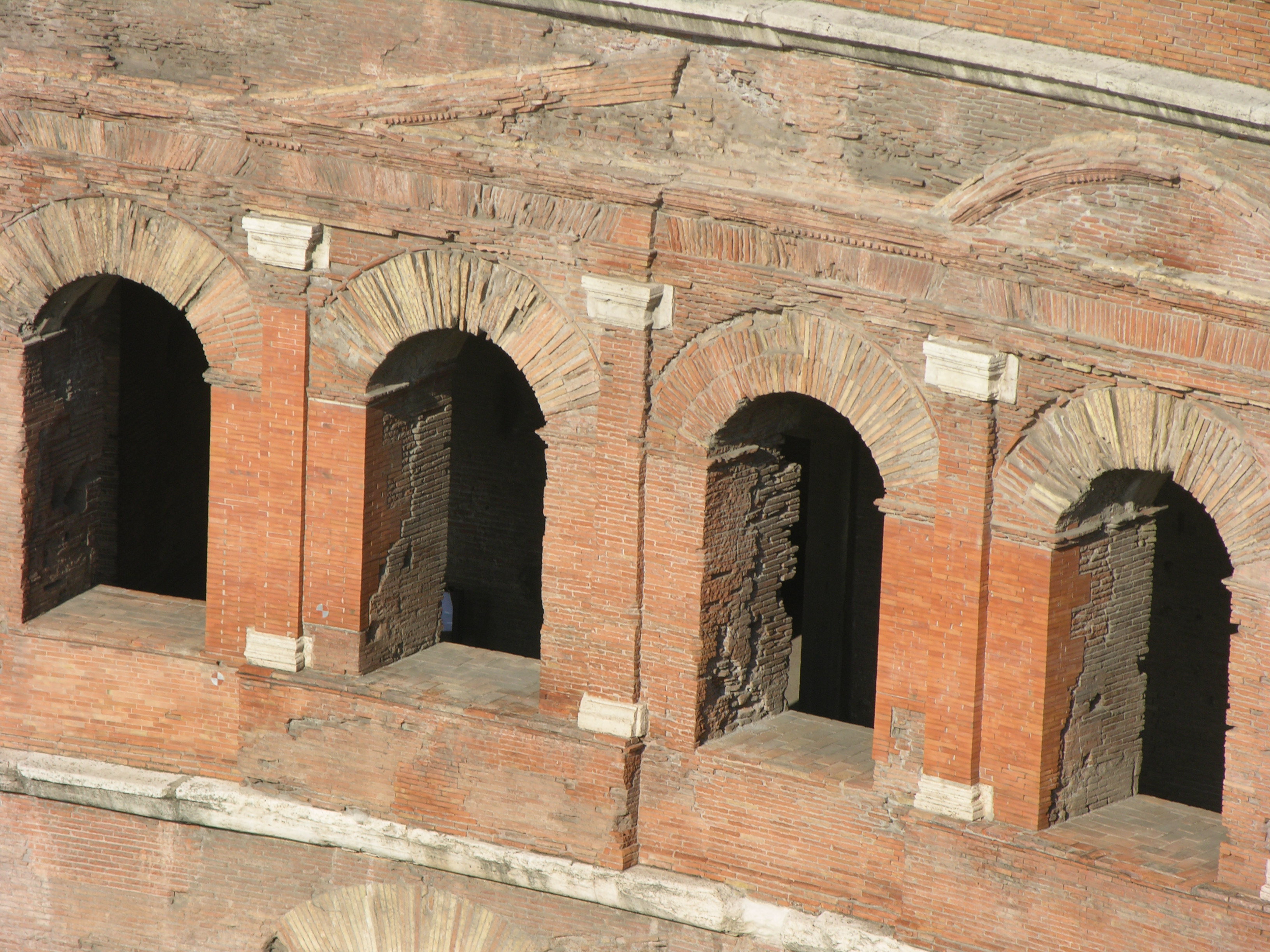
Вікна першого поверху
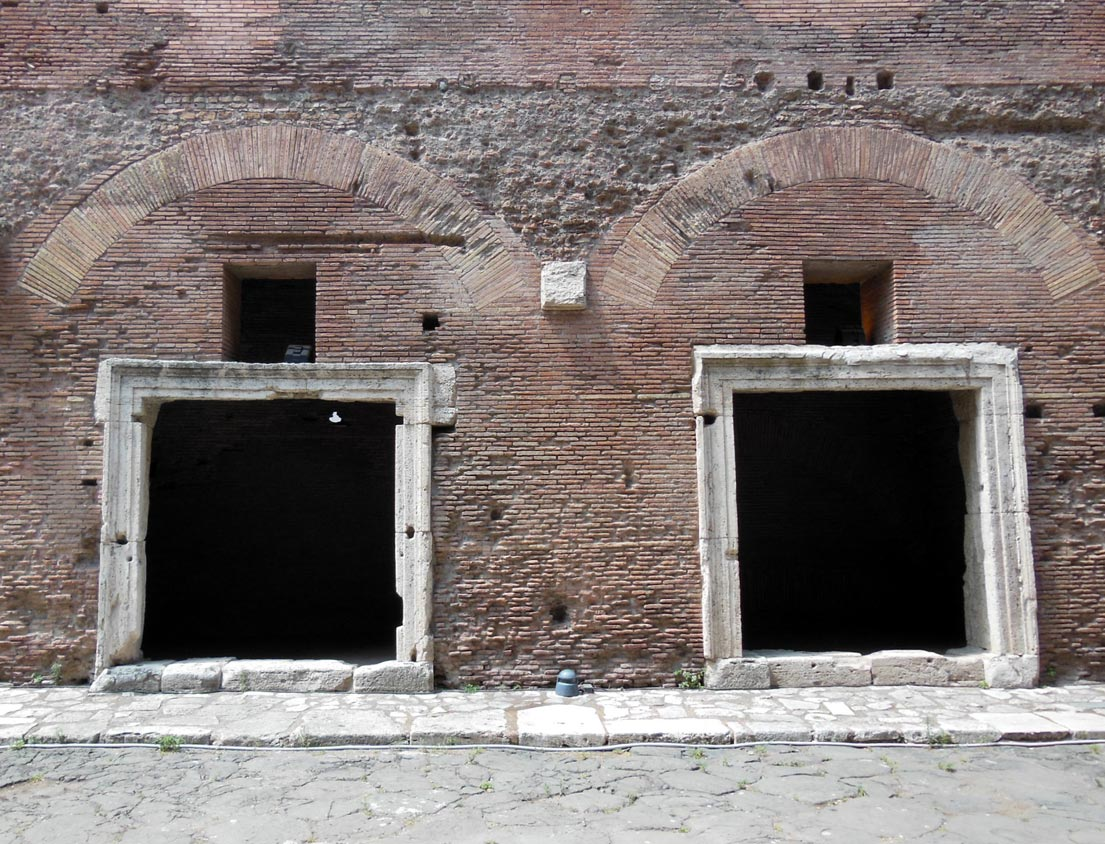
Вхід до двох таверн на віа Бібератіка
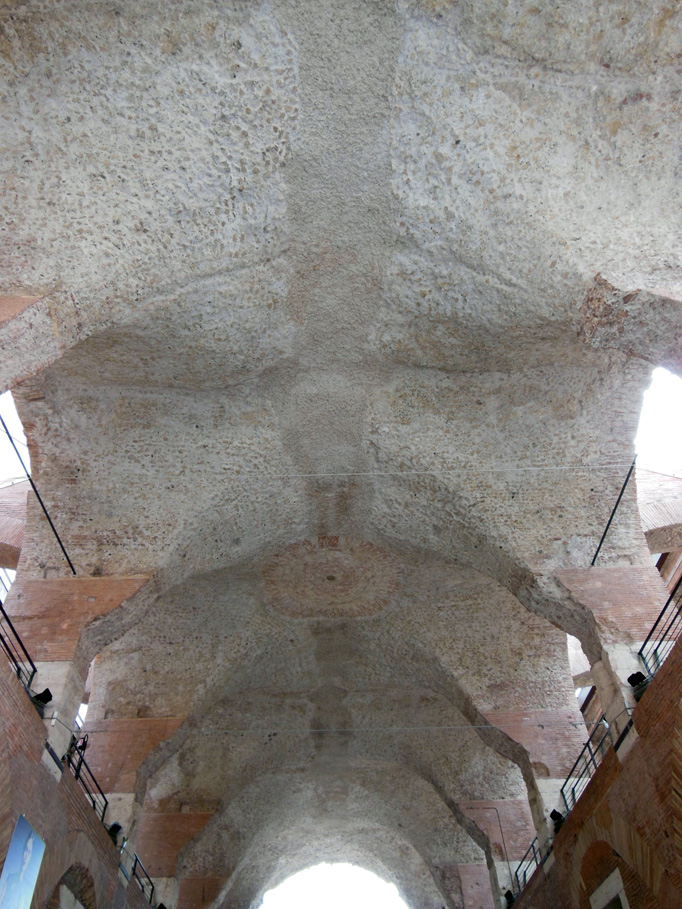
Склепіння великої зали